# Die schönste Zeit unseres Lebens
Die schönste Zeit unseres Lebens (Originaltitel La belle époque) ist eine Tragikomödie von Nicolas Bedos, die im Mai 2019 im Rahmen der Internationalen Filmfestspiele von Cannes ihre Premiere feierte und am 6. November 2019 in die französischen Kinos kam. Ein deutscher Kinostart erfolgte am 28. November 2019.

## Handlung
Der völlig desillusionierte Comiczeichner Victor befindet sich gerade beruflich und auch in seiner Beziehung auf dem absteigenden Ast. Immer wieder kommt es zwischen ihm und Marianne zu Auseinandersetzungen, bei denen sie sich heftige Beleidigungen an den Kopf werfen. Marianne betrügt ihn und wirft ihn letztendlich aus der gemeinsamen Wohnung. Mithilfe der Eventagentur von Antoine, einem Freund seines Sohnes, erhält er jedoch die Möglichkeit, noch einmal jenen Tag vor 40 Jahren im Jahr 1974 zu erleben, an dem er Marianne, die trotz allem noch immer die Liebe seines Lebens ist, kennenlernte. Der brillante Unternehmer bietet seinen Kunden durch eine Mischung aus Theaterkunst und historischer Rekonstruktion die Möglichkeit, in die Zeit ihrer Wahl einzutauchen.

## Produktion

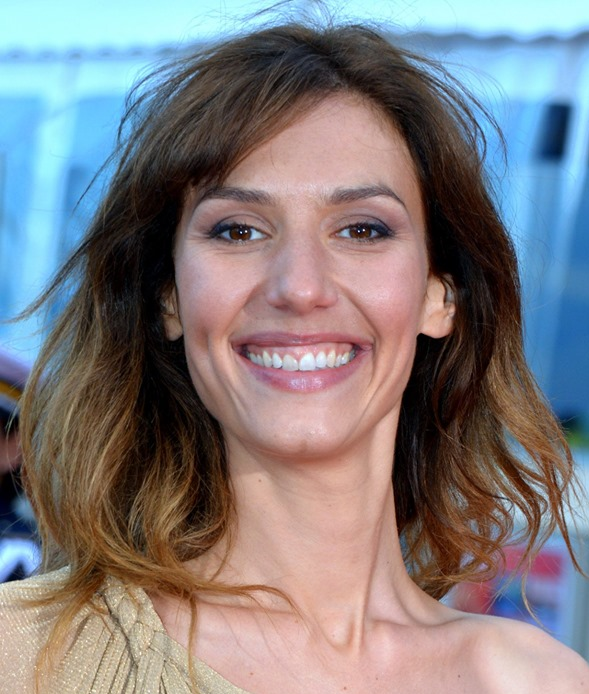
Doria Tillier, hier beim Cabourg Romantic Film Festival 2019, spielt Margot

Regie führte Nicolas Bedos, der auch das Drehbuch schrieb. Die Hauptrollen besetzte er mit Daniel Auteuil, Guillaume Canet, Doria Tillier und Fanny Ardant.
Der Film erhielt von der Région Île-de-France eine Produktionsförderung in Höhe von 460.000 Euro. Die Dreharbeiten fanden von Ende September bis Ende November 2018 im Großraum Paris statt. Als Kameramann fungierte Nicolas Bolduc.
Die Filmmusik komponierte Bedos gemeinsam mit Anne-Sophie Versnaeyen. Der Soundtrack, der insgesamt 21 Musikstücke umfasst, darunter auch Songs von Billie Holiday, Bobby Goldsboro und weiteren Künstlern, die im Film gespielt werden, wurde Anfang November 2019 von Milan Records in Frankreich als Download veröffentlicht.
Der Film wurde erstmals am 20. Mai 2019 im Rahmen der Internationalen Filmfestspiele von Cannes im Hauptwettbewerb außer Konkurrenz gezeigt. Ein erster deutscher Trailer wurde im August 2019 vorgestellt. Im September 2019 wurde der Film beim Toronto International Film Festival im Rahmen der Special Presentations gezeigt.
Ende September 2019 eröffnete der Film das Filmfest Hamburg und feierte hier seine Deutschlandpremiere bevor er am 28. November 2019 in die deutschen Kinos kam. Anfang Oktober 2019 wurde er beim London Film Festival vorgestellt. Der Kinostart in Frankreich erfolgte bereits am 6. November 2019. Im September 2020 soll er in der Open-Air-Ausgabe des Festivals des deutschen Films gezeigt werden. Am 2. Oktober 2020 soll er in ausgewählte US-Kinos kommen.

## Rezeption

### Kritiken und Einspielergebnis
Von den bei Rotten Tomatoes erfassten Kritiken sind bislang 90 Prozent positiv bei einer durchschnittlichen Bewertung mit 7,7 von 10 möglichen Punkten. Bei Metacritic erhielt der Film einen Metascore von 75 von 100 möglichen Punkten.
Peter Debruge von Variety schreibt, der Service, den sich der französische Drehbuchautor und Regisseur Nicolas Bedos für seinen Film ausgedacht hat, bei dem Antoine seinen wohlhabenden Kunden mit Hilfe seiner Truppe einen sorgfältig inszenierten und absolut überzeugenden Besuch in der Zeit ihrer Wahl ermöglicht, egal ob ein Abend als Marie Antoinette oder eine Trinkrunde mit Ernest Hemingway, könne sicher auch für eine Kundschaft außerhalb dieser Filmwelt eine einzigartige, emotionale Erfahrung sein. Victor glaube in dieser Illusion nicht etwa, wieder ein Teenager zu sein und lasse sich auch nicht wie die von Jim Carrey gespielte Figur in Die Truman Show von der Nachbildung täuschen, aber um noch einmal diesen 16. Mai 1974 zu erleben, müsse er sich auf das Spiel einlassen und die an den Traversen hängenden Leuchten ignorieren und auch offensichtliche Requisiten. Bis zu der Zeit, in der solche maßgeschneiderten Illusionen eines Tages auch in Wirklichkeit gebucht werden können, zeige Die schönste Zeit unseres Lebens, wie ein solches Erlebnis wäre.
Die Deutschen Film- und Medienbewertung verlieh dem Film das Prädikat besonders wertvoll. In der Begründung wurden unter anderem das 1970er-Jahre-Setting und die Besetzung mit der Creme de la Creme französischer Schauspieler gelobt. Es sei herausragend gespielte Unterhaltung und ein weiteres amüsantes Feelgoodmovie, wie man es im französischen Film kennt. Der tiefere Blick offenbare einige filmische Strategien, die über das im Genre Erwartete hinausgehen: Bedos gelinge es, „den Zuschauer von Beginn an regelrecht mitzureißen, indem er ihn gleichsam hineinwirft ins Geschehen, sowohl in die historischen Rekonstruktionen von Antoine, die zunächst ohne Erklärung gezeigt werden, als auch in die Ehekrise von Victor und Marianne, die schon brodelt, als der Film einsetzt.“
In Deutschland verzeichnet der Film 101.163 Besucher.

### Auszeichnungen
Vom Syndicat Français de la Critique de Cinéma et des Films de Télévision wurde La belle époque zum besten Debütfilm des Jahres 2019 gekürt.
Filmfest Hamburg 2019
- Nominierung für den Art Cinema Award (Nicolas Bedos)[18]

Haifa International Film Festival 2019
- Nominierung als Bester internationaler Film für den Carmel Award (Nicolas Bedos)[19]

César 2020

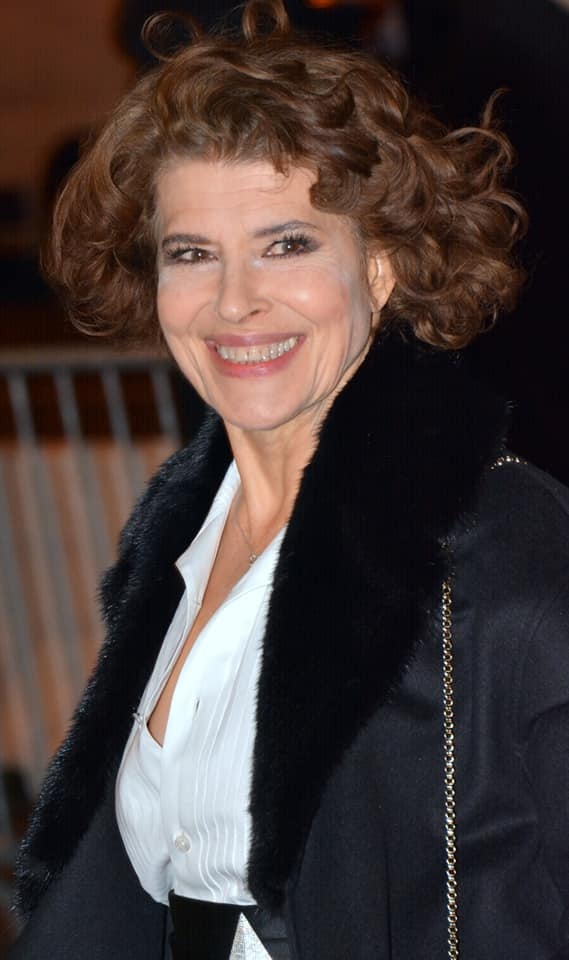
Fanny Ardant bei der Verleihung des César 2020

- Auszeichnung in der Kategorie Beste Nebendarstellerin (Fanny Ardant)
- Auszeichnung in der Kategorie Bestes Szenenbild (Stéphane Rozenbaum)
- Auszeichnung in der Kategorie Bestes Original-Drehbuch (Nicolas Bedos)
- Nominierung in der Kategorie Bester Film
- Nominierung in der Kategorie Beste Regie
- Nominierung in der Kategorie Bester Hauptdarsteller
- Nominierung in der Kategorie Beste Hauptdarstellerin
- Nominierung in der Kategorie Beste Kostüme
- Nominierung in der Kategorie Beste Kamera
- Nominierung in der Kategorie Bester Schnitt
- Nominierung in der Kategorie Bester Ton

Prix Lumières 2020
- Nominierung für das Beste Drehbuch (Nicolas Bedos)
- Nominierung als Beste Darstellerin (Fanny Ardant)
- Nominierung als Bester Darsteller (Daniel Auteuil)[20]